# Ложкин, Константин Васильевич
Константи́н Васи́льевич Ло́жкин (3 июня 1911, Яранский уезд, Вятская губерния — 11 сентября 1969, Яранск, Кировская область) — подполковник Советской Армии, участник Великой Отечественной войны, Герой Советского Союза (1945).

## Биография
Константин Ложкин родился 3 июня 1911 года в деревне Долгие Поля. После окончания начальной школы работал в колхозе. В 1933 году Ложкин был призван на службу в Рабоче-крестьянскую Красную Армию. В 1939 году он окончил курсы младших лейтенантов. С июня 1941 года — на фронтах Великой Отечественной войны. К январю 1945 года майор Константин Ложкин командовал батальоном 696-го стрелкового полка 383-й стрелковой дивизии 33-й армии 1-го Белорусского фронта. Отличился во время освобождения Польши.
14 января 1945 года батальон Ложкина прорвал немецкую оборону в районе города Пулавы и преследовал отходящие вражеские части до города Казанув. Развив наступление, он вышел к Одеру. 5 февраля 1945 года батальон Ложкина переправился через Одер в районе города Фюрстенберг и принял активное участие в боях за захват и удержание плацдарма, отразив большое количество ожесточённых контратак противника. Ложкин лично участвовал в боях, возглавлял группу, разгромившую роту СС, пытавшуюся окружить батальон, во время отражения другой контратаки заменил собой погибшего пулемётчика.
Указом Президиума Верховного Совета СССР от 27 февраля 1945 года за «образцовое выполнение заданий командования и проявленные мужество и героизм в боях с немецкими захватчиками» майор Константин Ложкин был удостоен высокого звания Героя Советского Союза с вручением ордена Ленина и медали «Золотая Звезда» за номером 5209.
После окончания войны Ложкин продолжил службу в Советской Армии. В 1949 году он окончил курсы усовершенствования командного состава. В сентябре 1956 года в звании подполковника Ложкин был уволен в запас. Вернулся в Яранск, где работал председателем горисполкома. Умер 11 сентября 1969 года, похоронен на Вознесенском кладбище в Яранске.

## Награды
- орден Отечественной войны 2-й степени (14.5.1944)[3]
- медаль «За боевые заслуги» (9.11.1944[4])
- Герой Советского Союза (орден Ленина и медаль «Золотая Звезда», 27.2.1945)[5]
- три ордена Красного Знамени (29.3.1945[4], 13.6.1945[6])
- орден Красной Звезды[2]
- медали[2].

## Память
В честь Ложкина названа улица в Яранске.

## Комментарии
1. ↑  Деревня Долгие Поля, относившаяся к Малошалайской, затем — Яранской волости Яранского уезда, в последующем входила в состав Туанурского сельсовета Яранского района Кировской области; не сохранилась[1].